# ضريح أبي لؤلؤة المجوسي
ضريح أَبُو لُؤلُؤةٍ أو ضريح فَيرُوزُ النَّهَاوَندِيُّ أو ضريح بَابَا شُجَاعُ الدِّينِ (بالفارسية: آرامگاه ابولؤلؤ أو آرامگاه بابا شجاع‌الدین أو آرامگاه پیروز نهاوندی) هو ضريح يقع على أطراف مدينة كاشان في إيران. قيل أن فَيرُوزُ النَّهَاوَندِيُّ المعروف بـ«أَبُو لُؤلُؤةٍ» قاتل عُمر بن الخطَّاب قد دُفن فيه.
يشكك البعض بوجود أَبُو لُؤلُؤةٍ في هذا القبر، إذ يقول رجل الدين الشيعي حسن الصفار: «لا يوجد أي مستند تاريخي لهذا القبر فقاتل الخليفة الثاني انتحر أو قتل في المدينة ودُفن هناك، فمن أين جاؤوا بهذا القبر، إنه مبني على الأوهام والخرافات.»
ويقول جواد الخالصي «كنت في منطقة كاشان في إيران قبل خمسة عشر عاماً ولم يكن هذا القبر موجوداً لكن المغرضين بدأوا يشتغلون على أنه لأبي لؤلؤة ثم بدأوا يطورونه وينشرونه في الإنترنت، القصة مختلقة أرادوا منها إثارة الفتنة».
في نيسان 2007 م هدم مجهولون القسم الأكبر من القبر. وبعدها بفترة وجيزة ظهرت أنباء عن إغلاق السلطات الإيرانية لهذا المزار.